# Mauel
Mauel ist eine Ortsgemeinde im Eifelkreis Bitburg-Prüm in Rheinland-Pfalz. Sie gehört der Verbandsgemeinde Arzfeld an.

## Geographie

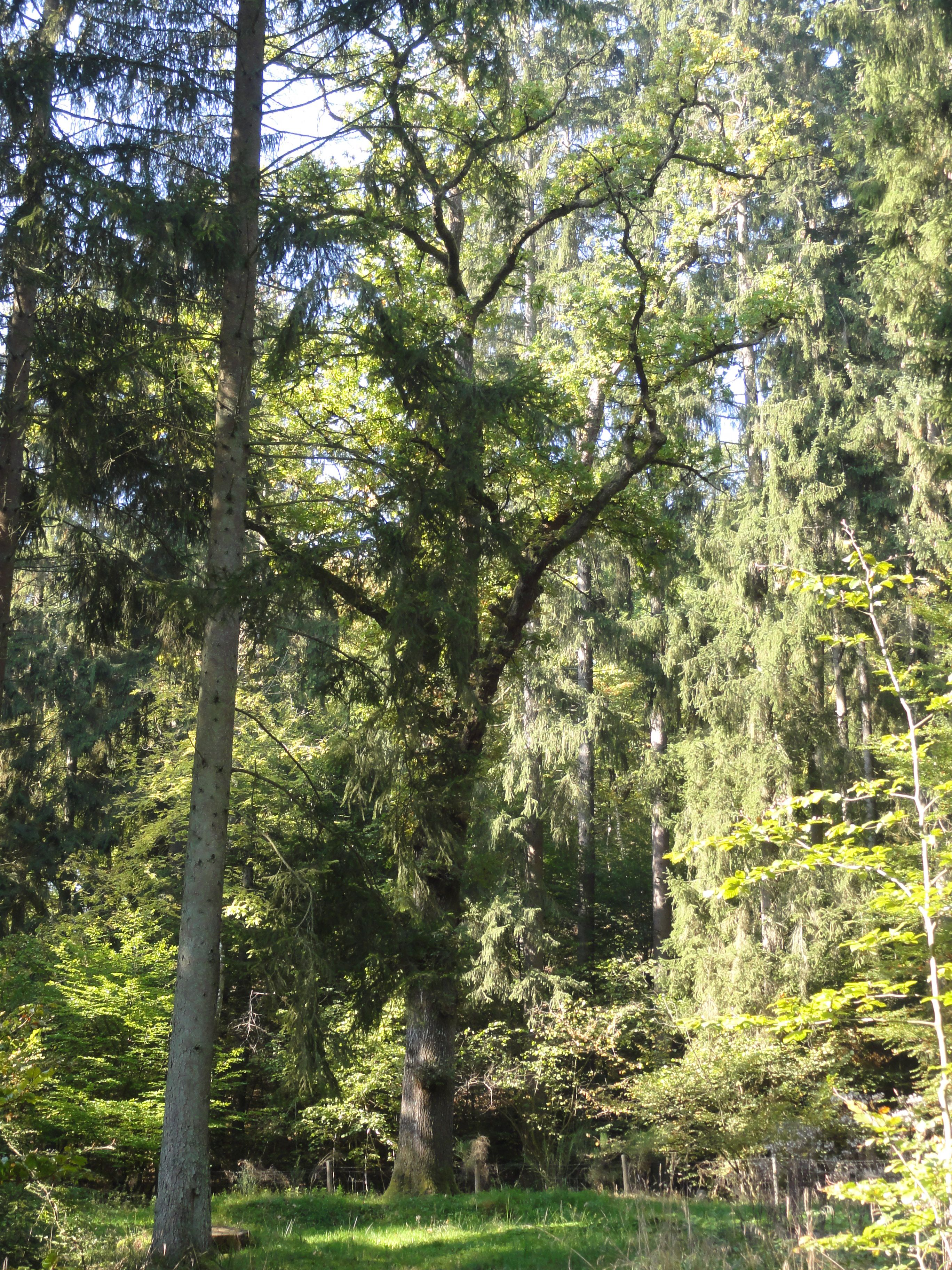
Napoleonseiche

Mauel liegt in einem Tal im Westen der Eifel, nur wenige Kilometer östlich der Staatsgrenzen zu Luxemburg und Belgien. Entwässert wird der Ort von der Prüm, die nördlich des Ortskerns verläuft.
Zu Mauel gehören auch der Ortsteil Staudenhof sowie die Wohnplätze Hubertushof und Urmauel.
Mit 37,5 % wird ein vergleichsweise geringer Teil des Gemeindegebietes landwirtschaftlich genutzt, 57,5 % sind von Wald bestanden (Stand 2011).
Nachbargemeinden sind Lambertsberg im Norden, Plütscheid im Osten, Oberpierscheid im Süden und Westen, Niederpierscheid im Nordwesten sowie Waxweiler im Norden.

## Geschichte
Der Ort hat sich vermutlich im Bereich des heutigen Urmauels im frühen Mittelalter gebildet und hat sich wegen der Hochwassergefahr verlagert. Erstmals urkundlich erwähnt wurde er 1345 als „Mauwel“.
Vor 1794 gehörte Mauel zur Meierei Krautscheid in der Herrschaft Neuerburg, die Teil des Herzogtums Luxemburg war. Unter französischer Verwaltung (1795 bis 1814) kam er zum Kanton Arzfeld im Département Forêts. Unter Preußen gehörte das Dorf zunächst zur Bürgermeisterei Ringhuscheid, später zur Bürgermeisterei Waxweiler.
Am 1. Juli 1967 wurde die bis dahin selbständige Gemeinde Staudenhof, damals mit sechs Einwohnern eine der kleinsten Gemeinden Deutschlands, eingemeindet.
Statistik zur Einwohnerentwicklung
Die Entwicklung der Einwohnerzahl von Mauel bezogen auf das heutige Gemeindegebiet; die Werte von 1871 bis 1987 beruhen auf Volkszählungen:
| Jahr | Einwohner |
| ---- | --------- |
| 1815 | 222       |
| 1835 | 252       |
| 1871 | 263       |
| 1905 | 210       |
| 1939 | 152       |
| 1950 | 140       |

| Jahr | Einwohner |
| ---- | --------- |
| 1961 | 130       |
| 1970 | 122       |
| 1987 | 113       |
| 2005 | 71        |
| 2011 | 59        |
| 2017 | 63        |

## Politik

### Bürgermeister
Walter Fuchs ist Ortsbürgermeister von Mauel. Bei der Direktwahl am 26. Mai 2019 wurde er mit einem Stimmenanteil von 88,24 % für weitere fünf Jahre in seinem Amt bestätigt. Er wurde im Juni 2024 wiedergewählt.

### Wappen
| Wappen von Mauel | Blasonierung: „Von Rot über Silber geteilt durch schrägrechten blau-silbernen Wellenbalken, vorn grüner Eichenzweig mit einem Blatt und zwei Eicheln, hinten drei goldene Ähren.“ |
| Wappen von Mauel | Wappenbegründung: Der silber-blaue Wellenschrägbalken symbolisiert die Prüm, an dessen Ufer der Ort liegt. Mauel gehörte lange Zeit zur Abtei Prüm, deren Farben Rot und Silber waren. Die lange bedeutende Land- und Forstwirtschaft wird mit drei goldenen Ähren und einem Eichenzweig ausgedrückt. Der Zweig weist zudem auf das Naturdenkmal der 280-jährigen Napoleoneiche hin. Ein Blatt und zwei Eicheln, stellen den Ort und die beiden kleinen Weiler dar. |

## Regelmäßige Veranstaltungen
Eine Kirmes findet am Sonntag nach dem 18. September statt.

## Wirtschaft und Infrastruktur
Mauel ist heute eine landwirtschaftlich geprägte Wohngemeinde. Seit 1971, als noch 19 landwirtschaftliche Betriebe gezählt worden waren, hat die landwirtschaftlich genutzte Fläche rasant von 223 ha auf 35 ha (2007) abgenommen, die von nur noch vier Betrieben bewirtschaftet wurden.
Die Anschlussstelle Waxweiler/Schönecken der Bundesautobahn 60 befindet sich in etwa 5 km Entfernung.

### Öffentliche Einrichtungen
Die Ortsgemeinde ist Standort einer Freiwilligen Feuerwehr mit 12 Mitgliedern.